# Palatka (Florida)
Palatka ist eine Stadt und zudem der County Seat des Putnam County im Bundesstaat Florida. Das U.S. Census Bureau hat bei der Volkszählung 2020 eine Einwohnerzahl von 10.446 ermittelt.

## Geographie
Palatka liegt am linken Ufer des St. Johns River und rund 60 Kilometer südlich von Jacksonville.

## Geschichte
Erstmaligen Eisenbahnanschluss erhielt der Ort 1884 durch den Bau der Jacksonville, Tampa & Key West Railway zwischen Jacksonville und Palatka. Diese Linie wurde 1886 weiter bis Sanford verlängert. Nach mehreren Verkäufen und Umstrukturierungen kam die Bahnstrecke 1986 schließlich in den Besitz von CSX Transportation.
Der Bau der Georgia Southern and Florida Railway (GS&F) zwischen Valdosta (Georgia) und Palatka erfolgte 1890, was Palatka zu einem wichtigen Knotenpunkt machte. Nach dem frühen Bankrott der Gesellschaft ging die GS&F als Tochter 1895 in die Southern Railway über, die wiederum 1990 mit der Norfolk and Western zur Norfolk Southern Railway fusionierte. Die Strecke selbst wurde in den späten 1980er Jahren zwischen Lake City und Palatka stillgelegt, nachdem die Norfolk Southern die Streckennutzungsrechte zwischen Jacksonville und Palatka von CSX erwarb. Der Abschnitt von Lake Butler nach Palatka wurde inzwischen vom Florida Department of Transportation in den 76 km langen Palatka-Lake Butler State Trail umgewandelt.
Eine weitere Strecke führte von 1888 bis 1942 über eine Bahnbrücke über den St. Johns River nach St. Augustine, die von der Saint Augustine and Palatka Railroad erbaut wurde.

## Demographische Daten
Laut der Volkszählung 2010 verteilten sich die damaligen 10.558 Einwohner auf 4.533 Haushalte. Die Bevölkerungsdichte lag bei 541,4 Einw./km². 46,3 % der Bevölkerung bezeichneten sich als Weiße, 49,8 % als Afroamerikaner, 0,3 % als Indianer und 0,6 % als Asian Americans. 1,5 % gaben die Angehörigkeit zu einer anderen Ethnie und 1,6 % zu mehreren Ethnien an. 4,6 % der Bevölkerung bestand aus Hispanics oder Latinos.
Im Jahr 2010 lebten in 35,2 % aller Haushalte Kinder unter 18 Jahren sowie 29,8 % aller Haushalte Personen mit mindestens 65 Jahren. 60,9 % der Haushalte waren Familienhaushalte (bestehend aus verheirateten Paaren mit oder ohne Nachkommen bzw. einem Elternteil mit Nachkomme). Die durchschnittliche Größe eines Haushalts lag bei 2,48 Personen und die durchschnittliche Familiengröße bei 3,18 Personen.
31,7 % der Bevölkerung waren jünger als 20 Jahre, 24,5 % waren 20 bis 39 Jahre alt, 23,1 % waren 40 bis 59 Jahre alt und 20,6 % waren mindestens 60 Jahre alt. Das mittlere Alter betrug 34 Jahre. 45,7 % der Bevölkerung waren männlich und 54,3 % weiblich.
Das durchschnittliche Jahreseinkommen lag bei 20.116 $, dabei lebten 37,6 % der Bevölkerung unter der Armutsgrenze.
Im Jahr 2000 war Englisch die Muttersprache von 96,21 % der Bevölkerung, spanisch sprachen 3,07 % und 0,27 % sprachen deutsch.

## Sehenswürdigkeiten
Folgende Objekte sind im National Register of Historic Places gelistet:
- Bronson-Mulholland House
- Central Academy
- Larimer Memorial Library
- Bahnhof Palatka
- Palatka North Historic District
- Palatka Ravine Gardens Historic District
- Palatka South Historic District
- St. Marks Episcopal Church
- Cummings House

## Verkehr
Die Stadt wird vom U.S. Highway 17 (SR 15) sowie den Florida State Roads 19, 20 und 100 durchquert.
Der Bahnhof Palatka ist eine Station der Züge Silver Star und Silver Meteor der Bahngesellschaft Amtrak auf der Linie von Miami nach New York City. Er wird seit 1988 im National Register of Historic Places geführt.
Mit dem Palatka Municipal Airport besitzt die Stadt einen eigenen Flugplatz. Die nächsten Flughäfen sind der 60 Kilometer westlich gelegene Gainesville Regional Airport (national) und der 100 Kilometer nördlich gelegene Jacksonville International Airport.

## Kriminalität
Die Kriminalitätsrate lag im Jahr 2010 mit 704 Punkten (US-Durchschnitt: 266 Punkte) im hohen Bereich. Es gab einen Mord, 16 Vergewaltigungen, 29 Raubüberfälle, 112 Körperverletzungen, 189 Einbrüche, 634 Diebstähle, zehn Autodiebstähle und sechs Brandstiftungen.

## Söhne und Töchter der Stadt
- Joseph Stilwell (1883–1946), Vier-Sterne-General
- George Tucker (1927–1965), Jazz-Bassist
- Timothy Touchton (* 1946), Musiker, Komponist und Musikproduzent
- Michelle McCool (* 1980), Wrestlerin